# Palaeoscolecida
Los paleoescolécidos (Palaeoscolecida) son un grupo de ecdisozoos primitivos relacionados con los priapúlidos. Se conocen restos desde el Cámbrico Inferior hasta el Silúrico Superior. Principalmente, son hallados como escleritos desarticulados y se conservan en diversos lagerstätten del Cámbrico. Reciben su nombre a partir de la especie tipo Palaeoscolex piscatorum.

## Morfología
Poseen un aspecto cilíndrico, alargado (pueden alcanzar decenas de centímetros de longitud) y estrecho. El cuerpo se divide en dos partes principales: una probóscide blindada (similar al introverto de los priapúlidos) y un tronco cubierto con una cutícula parcialmente segmentada.
La probóscide se encuentra recubierta internamente por numerosas fibras musculares, permitiendo el movimiento de dicha estructura. La cutícula está compuesta por diversas placas fosfáticas entrelazadas de múltiples tamaños y cubre la mayor parte del cuerpo. Dichas estructuras forman un repetible patrón transversal que imparte una apariencia segmentada a todo el tronco. La única diferenciación del tronco está en la parte anterior y posterior. El anterior es radialmente simétrico, mientras que el tronco es bilateralmente simétrico. La parte posterior alberga el ano terminal y, a veces, una o dos protuberancias similares a ganchos. También es reconocible una cavidad en forma de saco en algunos paleoescolécidos del Cámbrico Inferior.
En algunos paleoescolécidos del Cámbrico Medio en Australia central y del Cámbrico Inferior en Chengjiang, se pueden encontrar unos apéndices caudales semejantes a ciertos priapúlidos actuales y a las espinas latero-terminales de los quinorrincos.

## Taxonomía

### Taxonomía linneana
- Orden incierto
  - Familia Chalazoscolecidae
    - Chalazoscolex pharkus
    - Xystoscolex boreogyrus
- Orden Cricocosmida
  - Familia Cricocosmiidae
    - Tabelliscolex
      - Tabelliscolex hexagonus
      - Tabelliscolex maanshanensis
      - Tabelliscolex chengjiangensis

    - Cricocosmia
      - Cricocosmia jinningensis

    - Houscolex

  - Familia Maotianshaniidae[6]
    - Maotianshania cylindrica

  - Familia Palaeoscolecidae
    - Wronascolex
    - Palaeoscolex
      - Palaeoscolex piscatorum

    - Utahscolex
    - Ashetscolex
    - Sanduscolex
    - Scathascolex

  - Familia Tylotitidae
    - Tylotites petiolaris

### Otros paleoescolécidos sin clasificar
- Gamascolex
- Guanduscolex minor
- Louisella pedunculata
- Palaeoscolex sinensis (=Mafangscolex siniensis, Parapalaeoscolex sinensis)
- Paramaotianshania zijunia
- Wudingscolex sapushanensis
- Sanxiascolex papillogyrus
- Arrakiscolex aasei
- Sahascolex
- Plasmuscolex

## Filogenia
Los paleoescolécidos han sido un taxón difícil de clasificar y probablemente representan un grupo parafilético. Contiene un amplio espectro de variedad morfológica, lo que dificulta su posición filogenética. Han sido agrupados en distintos taxones como en Nematomorpha. También han sido descritos como el grupo hermano de Ecdysozoa, aunque una afinidad cercana a los priapúlidos es más probable.   
Como los paleoescolécidos pueden representar un grupo troncal en lugar de un clado, elaborar una taxonomía formal resulta problemático. Además, existen dos taxonomías paralelas: una taxonomía basada en la forma de espículas y otra taxonomía para fósiles articulados. El estudio holístico más reciente de priapúlidos realizado por Harvey et al. (2010) define un núcleo de paleoescolécidos caracterizados por una cutícula que se compone de placas entrelazadas de múltiples tamaños. Esto formaría un taxón más "amplio" (Palaeoscolecida sensu lato) que incluiría otras especies no clasificadas y similares a los paleoescolécidos.